# Real Club de Campo Villa de Madrid
El Real Club de Campo Villa de Madrid es un club social y deportivo de la ciudad de Madrid, España. Fue fundado en 1930 como Club de Campo, su sociedad originaria, siendo creada en 1984 la vigente sociedad que lo gestiona. Cuenta con alrededor de 34.000 socios y dispone de secciones deportivas en golf, hockey sobre hierba, tenis, pádel, equitación, natación, patinaje, ajedrez y croquet. Destaca sobre todo la sección de hockey sobre hierba, tanto su equipo masculino como femenino.

## Historia

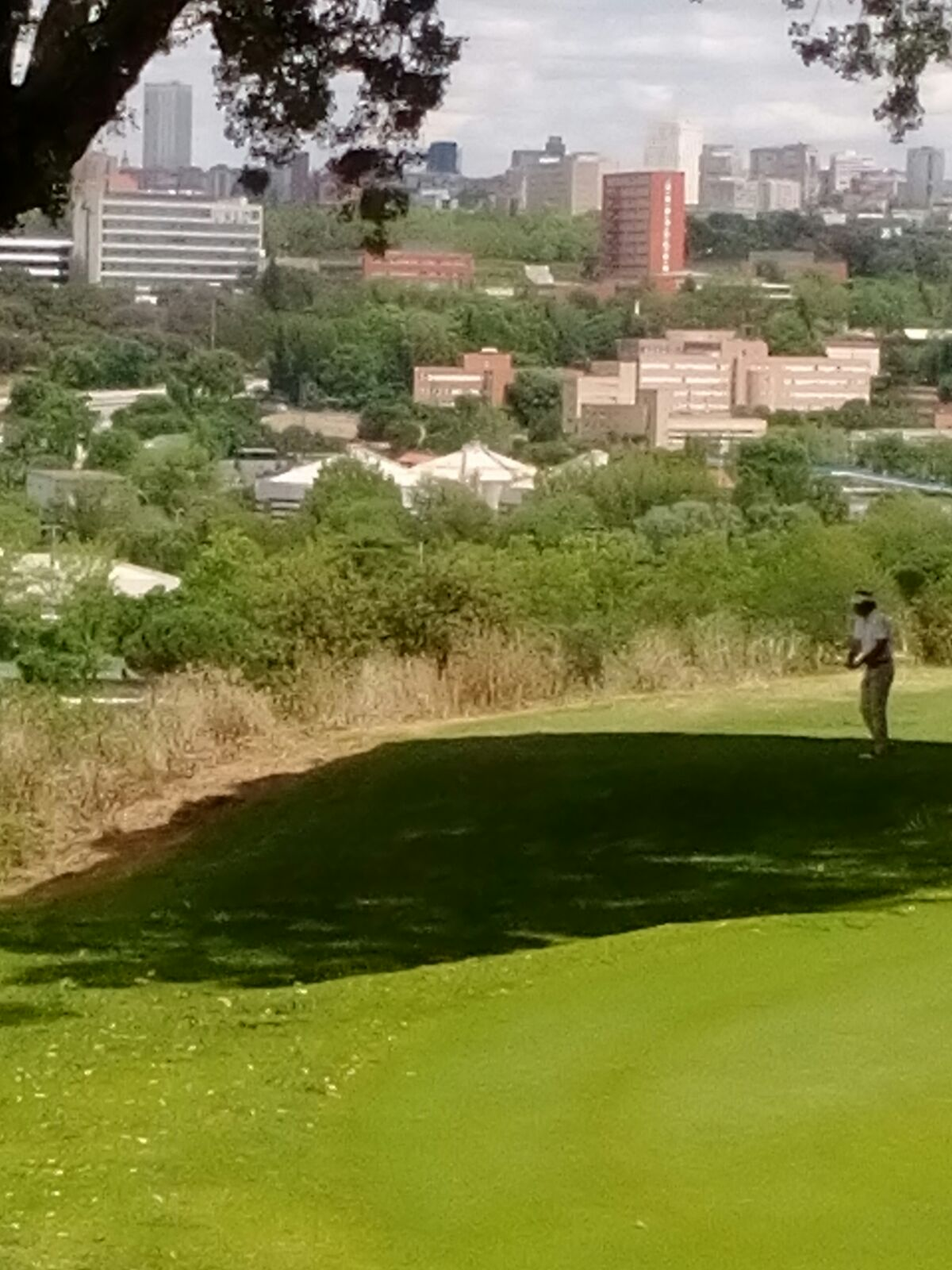
Vista desde el Club de Campo Villa de Madrid

En el año 1930 un grupo de jóvenes pertenecientes a la alta sociedad madrileña creó la Sociedad Deportiva Club de Campo. Como origen de la iniciativa se cita la subida de cuotas experimentada en el Real Club de la Puerta de Hierro para desincentivar la entrada de nuevos socios.
Parte de los solares donde se constituyó el Club fueron cedidos por la Corona y otra parte eran particulares, como los que pertenecían a dos de sus fundadores: el Conde de Gamazo y su primo el Duque de Maura. El chalet social fue construido por el arquitecto Luis Gutiérrez Soto, se mantiene en la actualidad y se conoce como Chalet de Arriba. El club fue inaugurado el 22 de octubre de 1931.
En 1942 se produjo la fusión del Club de Campo con la Real Sociedad Hípica Española, que había sido fundada en 1901, resultando la Real Sociedad Hípica Española Club de Campo, destacando desde entonces la nueva sociedad en equitación y en hockey sobre hierba, principales disciplinas practicadas en el club. En 1963 se construyó el chalet social situado en la parte inferior del club y conocido como Chalet de Abajo.
El 4 de julio de 1984, el Ayuntamiento de Madrid hizo efectivos sus derechos sobre parte de los terrenos en los que se ubica el club y creó  la sociedad anónima Club de Campo Villa de Madrid, S.A., participada por la Real Sociedad Hípica Española Club de Campo con el 49 por ciento de las acciones y el Ayuntamiento con el 51 por ciento. Posteriormente, al ampliarse la vida de la sociedad en 1993, la Dirección General del Patrimonio del Estado (D.G.P.E.), que depende del Ministerio de Hacienda y Administraciones Públicas, tomó el 50 por ciento del paquete accionarial de la Real Sociedad Hípica Española Club de Campo, sobre la base de ser propietaria de parte de los terrenos donde se asienta el Club.
Desde entonces la composición del capital social es la siguiente: Ayuntamiento de Madrid 51%, Patrimonio del Estado 24,5% y Real Sociedad Hípica Española Club de Campo 24,5%. 
El 6 de junio de 2025 el club anunció que Felipe VI le concedía el título de Real.

## Equitación
Organiza anualmente el Concurso de Saltos Internacional de Madrid.

## Golf
Ganó el Campeonato Europeo de Clubes de Golf Masculino en 1975.

## Hockey sobre hierba
Su equipo masculino compite en la primera categoría nacional (División de Honor A) y su filial, la «Real Sociedad 1927», en la segunda (División de Honor B). Su equipo femenino compite en la primera categoría nacional (División de Honor) y su filial en la segunda (Primera División).

### Palmarés Masculino
- Nacional
  - Liga de España (3): 2021, 2023 y 2024.
  - Copa del Rey (15): 1934, 1935, 1936, 1940, 1953, 1954, 1956, 1977, 1978, 2004, 2005, 2011, 2012, 2023 y 2025.
- Continental
  - Euroliga (0): 2011. (subcampeonato)
  - Recopa de Europa (1): 2005.

### Palmarés Femenino
- Nacional
  - Liga de España (22): 1974, 1975, 1976, 1984, 1987, 1988, 1989, 1990, 1991, 1992, 1995, 2004, 2007, 2009, 2010, 2011, 2012, 2014, 2015, 2017, 2019 y 2021.
  - Copa de la Reina (19): 1989, 1991, 1992, 1995, 1999, 2006, 2008, 2009, 2010, 2011, 2012, 2014, 2016, 2017, 2018, 2019, 2020, 2022 y 2024.
- Continental
  - Euroliga (0): 2008, 2021 y 2023. (subcampeonatos)
  - Recopa de Europa (1): 2007.